# Paul Theroux
Paul Edward Theroux, född 10 april 1941 i Medford i Massachusetts, är en amerikansk författare av romaner och reseskildringar. 
Theroux har producerat ett flertal internationellt bästsäljande böcker, bl.a. reseskildringen Den stora järnvägsbasaren (1975), thrillern En bomb i familjen (1976) och romanen Moskitkusten (1981; filmatiserad 1986 med Harrison Ford i huvudrollen).
Theroux växte upp i Medford, en arbetarklassförort till Boston. Hans far var av fransk-kanadensiskt ursprung, hans mor av italiensk-amerikanskt ursprung. Theroux utbildade sig vid Amherst College i Massachusetts innan han i början av 1960-talet tog värvning i hjälporganisationen Peace Corps som engelsklärare i Malawi. Han tjänstgjorde senare i Uganda där han träffade sin hustru, brittiskan Anne Castle. De gifte sig 4 december 1967. De slog sig senare ner i Singapore där Theroux fortsatte att arbeta som lärare med inriktning på engelskspråkig litteratur. Hans roman Saint Jack (1973) utspelar sig i det mångkulturella Singapore. Där föddes år 1970 sonen Louis Theroux, som idag är programledare i TV med olika reportageprogram. Paul och Anne Theroux har även sonen Marcel, som är författare. 
I början av 1970-talet flyttade paret Theroux till London där de under många år bodde i stadsdelen Battersea. De separerade 1991 och skilde sig 1993. Theroux är idag gift med Sheila Donnelly (sedan 18 november 1995) och lever på Oahu, Hawaii.
I slutet av 1960-talet träffade Theroux V.S. Naipaul i Uganda. Naipaul blev något av Therouxs litterära mentor. Under 1990-talet bröt de med varandra fullständigt. Theroux berättar att han blev bestört när Naipaul helt plötsligt en dag ignorerade honom när de av en slump möttes på gatan i London. Detta var efter att Naipauls hustru sedan 1950-talet, Pat Naipaul, hade avlidit och Naipaul skaffat sig en ny, betydligt yngre partner. Enligt Theroux utövar den nya kvinnliga partnern ett dåligt inflytande i skuggan av "den store nobelpristagaren". Naipaul själv undgår inte heller kritik, vilket Theroux levererar litterärt med förödande tyngd i sin bok Sir Vidia's Shadow (1998).
Theroux är farbror till skådespelaren Justin Theroux.

## Verk
Skönlitterära böcker
- Waldo (1967)
- Fong and the Indians (1968)
- Murder in Mount Holly (1969)
- Girls at Play (1971)
- Jungle Lovers (1971)
- Sinning with Annie (noveller, 1972)
- Saint Jack (1973)
- The Black House (1974)
- The Family Arsenal (1976; En bomb i familjen, översättning Caj Lundgren, Norstedt, 1977)
- The Consul's File (1977; tillsammans med The London Embassy utgiven på svenska som Förtroliga rapporter, översättning Astrid och Caj Lundgren, Norstedt, 1986)
- Picture Palace (1978; Bildpalatset, översättning Caj Lundgren, Norstedt, 1980)
- A Christmas Card (1978; Julkortet, översättning Disa Törngren, AWE/Geber, 1980)
- London Snow  (1980)
- The Mosquito Coast (1981; Moskitkusten, översättning Caj Lundgren, Norstedt, 1984)
- The London Embassy (1982)
- Half Moon Street (även utg. som Doctor Slaughter, 1984; Doktor Slaughter, översättning Caj Lundgren, Norstedt, 1987)
- O-Zone, (1986; O-Zonen, översättning Lena och Caj Lundgren, Norstedt, 1988)
- My Secret History (1989)
- Chicago Loop (1990)
- Millroy the Magician (1993)
- My Other Life (1996)
- Kowloon Tong (1997)
- Hotel Honolulu (2001)
- Nurse Wolf and Dr. Sacks (2001)
- Stranger at the Palazzo D'Oro (noveller, 2004)
- Blinding Light (2006)
- A Dead Hand: A Crime in Calcutta (2009)
- The Lower River (2012)
- Mr. Bones (noveller) (2014)
- Mother Land (2017)
- Under the Wave at Waimea (2021)
- The Bad Angel Brothers (2022)

Reseskildringar och faktaböcker
- The Great Railway Bazaar (1975; Den stora järnvägsbasaren, översättning Astrid och Caj Lundgren, Norstedt, 1979)
- The Old Patagonian Express (1979)
- The Kingdom by the Sea (1983)
- Sailing Through China (1984)
- Sunrise with Seamonsters (1985)
- The Imperial Way (1985)
- Patagonia Revisited (tillsammans med Bruce Chatwin 1986; Åter till Patagonien, översättning Maja Lundgren, Bromberg, 1995)
- Riding the Iron Rooster (1988)
- To the Ends of the Earth (1991)
- The Happy Isles of Oceania (1992)
- The Pillars of Hercules (1995)
- Sir Vidia's Shadow (1998)
- Fresh Air Fiend (2000)
- Dark Star Safari (2002)
- Ghost Train to the Eastern Star (2008)
- The Tao of Travel (2011)
- The Last Train to Zona Verde (2013)
- Deep South: Four Seasons on Back Roads (2015)
- Figures in a Landscape: People and Places (2018)
- On the Plain of Snakes: A Mexican Journey (2019)